# Tuindorp (Eindhoven)
Tuindorp is een buurt van de wijk Oud-Stratum in het stadsdeel Stratum in Eindhoven, in de Nederlandse provincie Noord-Brabant. In de volksmond wordt de buurt Witte Dorp genoemd. Op 1 januari 2023 telde de buurt 2.895 inwoners, verdeeld over 1.437 woningen, met een gemiddelde WOZ-waarde van € 393.000, op een oppervlakte van 0,45 km².
De buurt is in de jaren 1930 ontworpen door de architect Dudok. Nu is het grotendeels een beschermd stadsgezicht en in zijn geheel een Rijksmonument. Dit was de laatste vooroorlogse wijk van Eindhoven. Deze wijk werd in het begin vooral bewoond door niet-katholiek personeel van Philips. Het verhaal ging dat de straten juist daarom naar heiligen genoemd waren.
De buurt ligt in de wijk Oud-Stratum die verder uit de volgende buurten bestaat:
- Irisbuurt
- Rochusbuurt
- Elzent-Noord
- Joriskwartier (Heistraat)
- Bloemenplein
- Looiakkers
- Elzent-Zuid

## Foto's

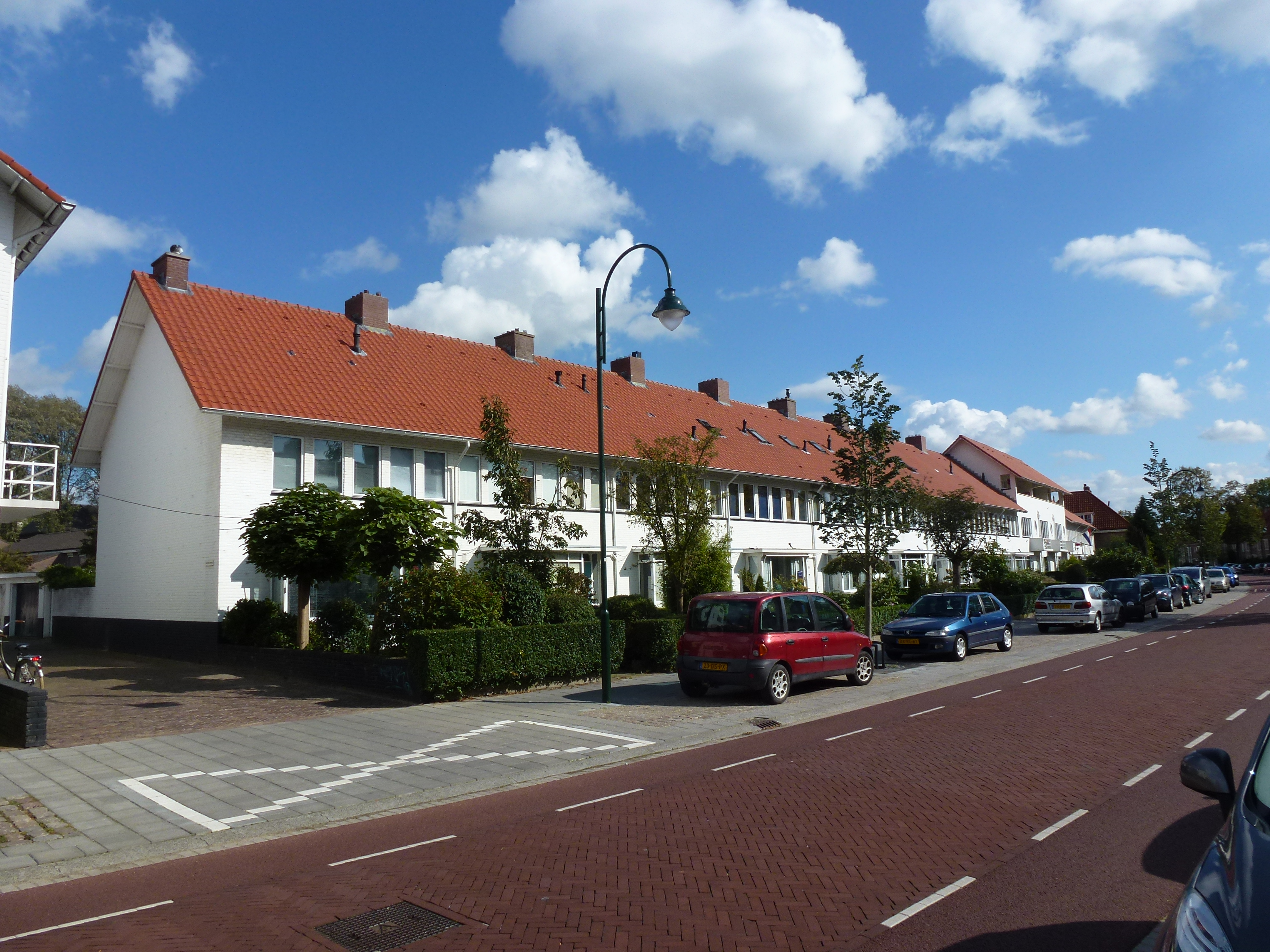
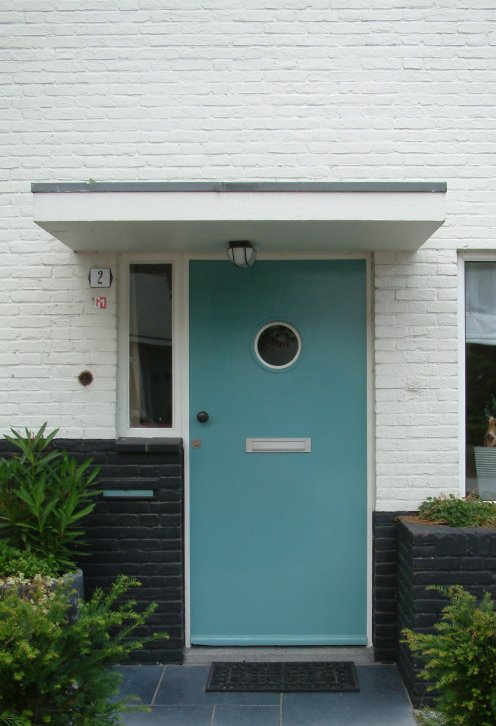
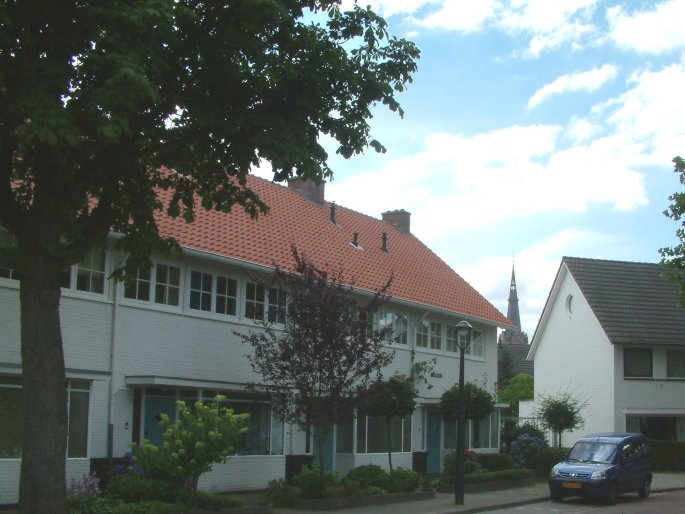
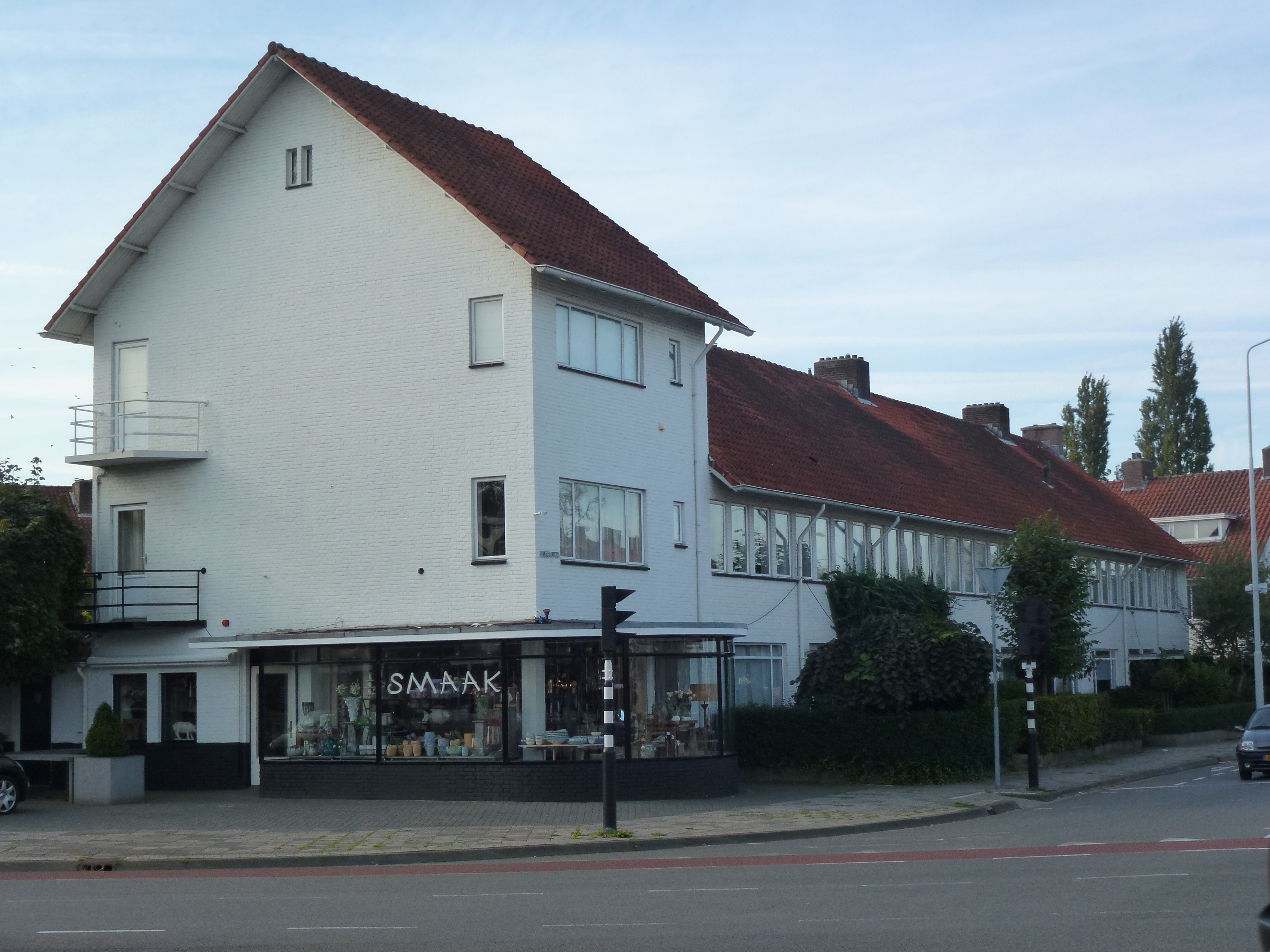
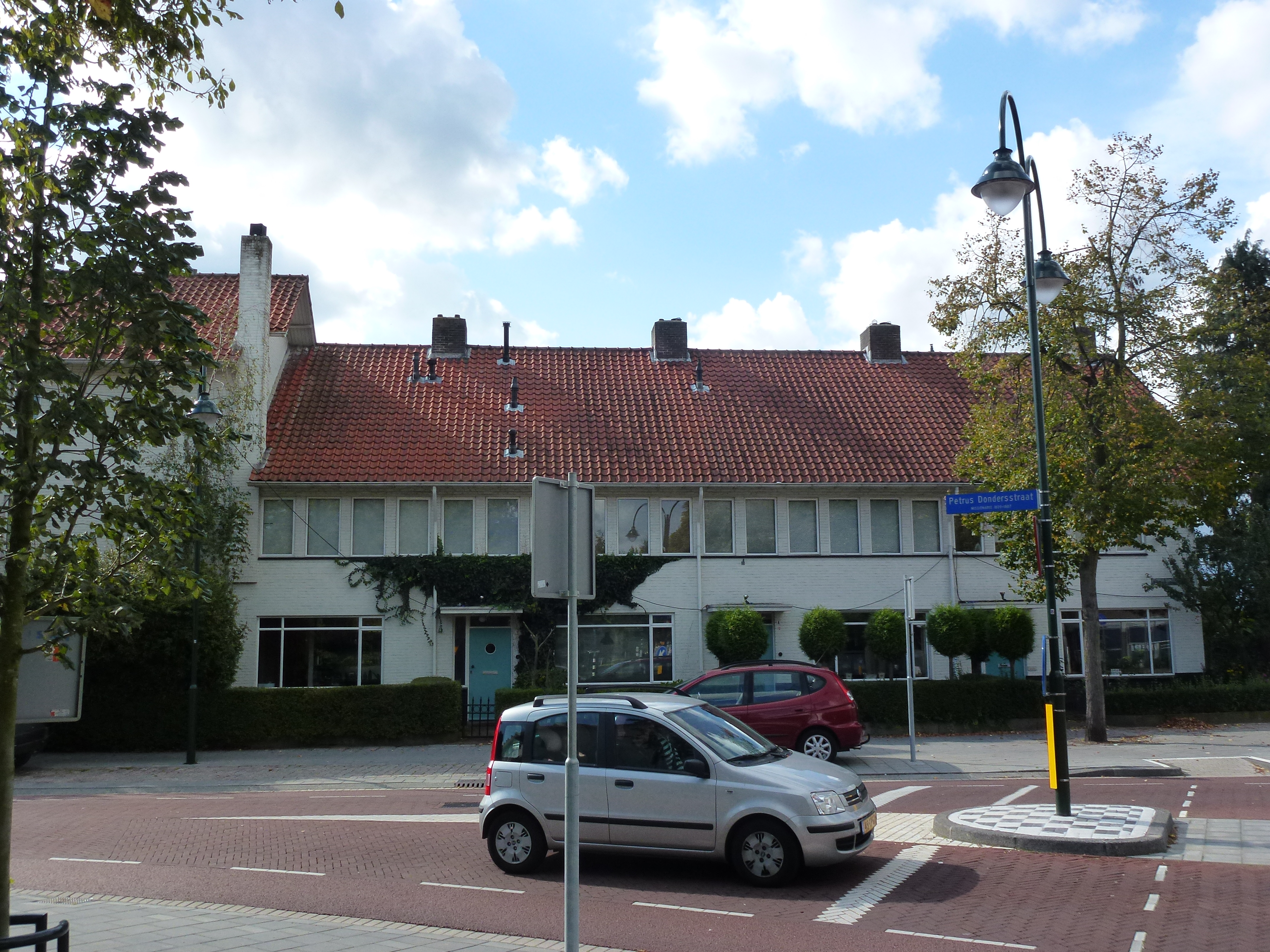
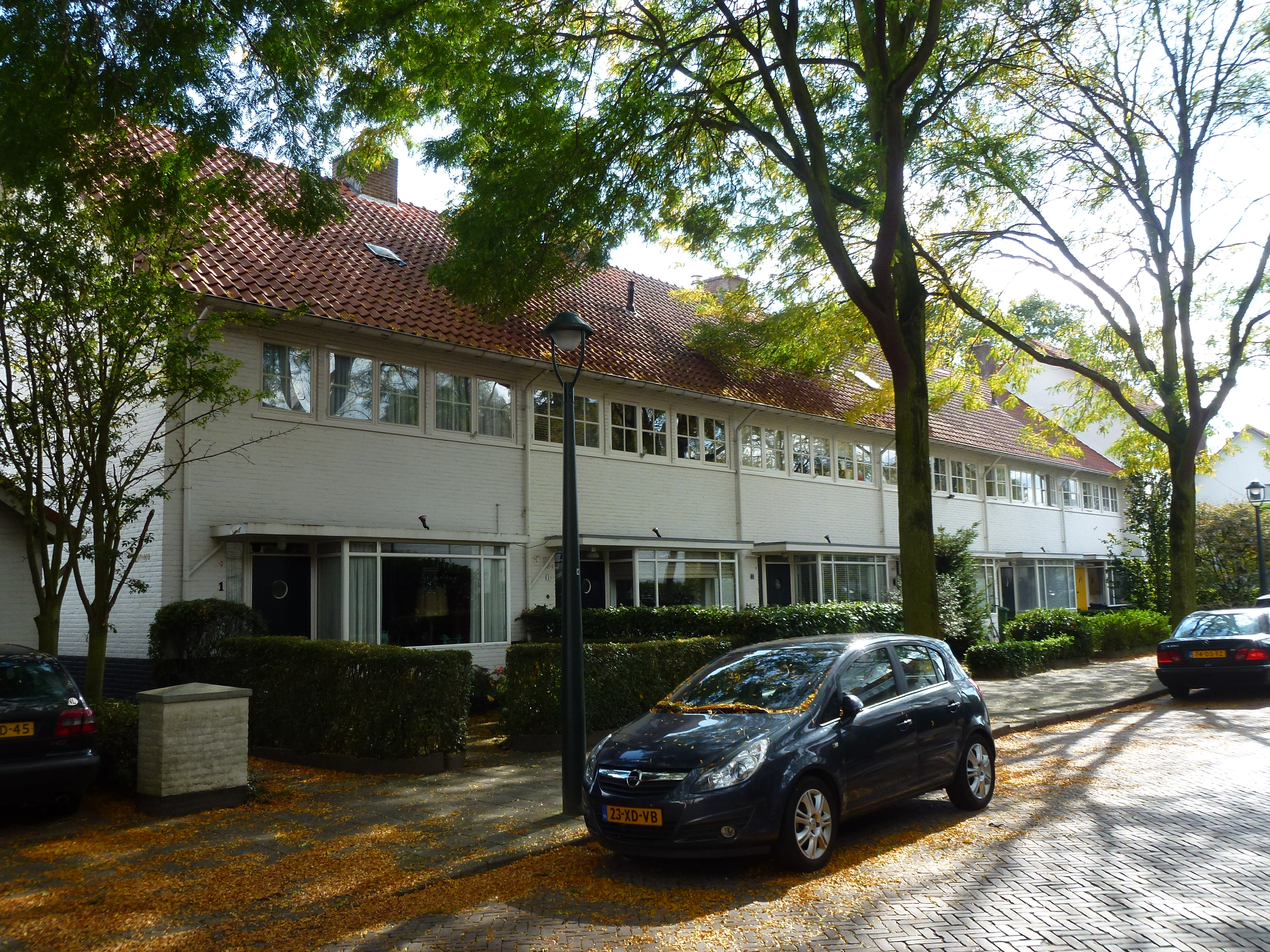